# Diarahmen

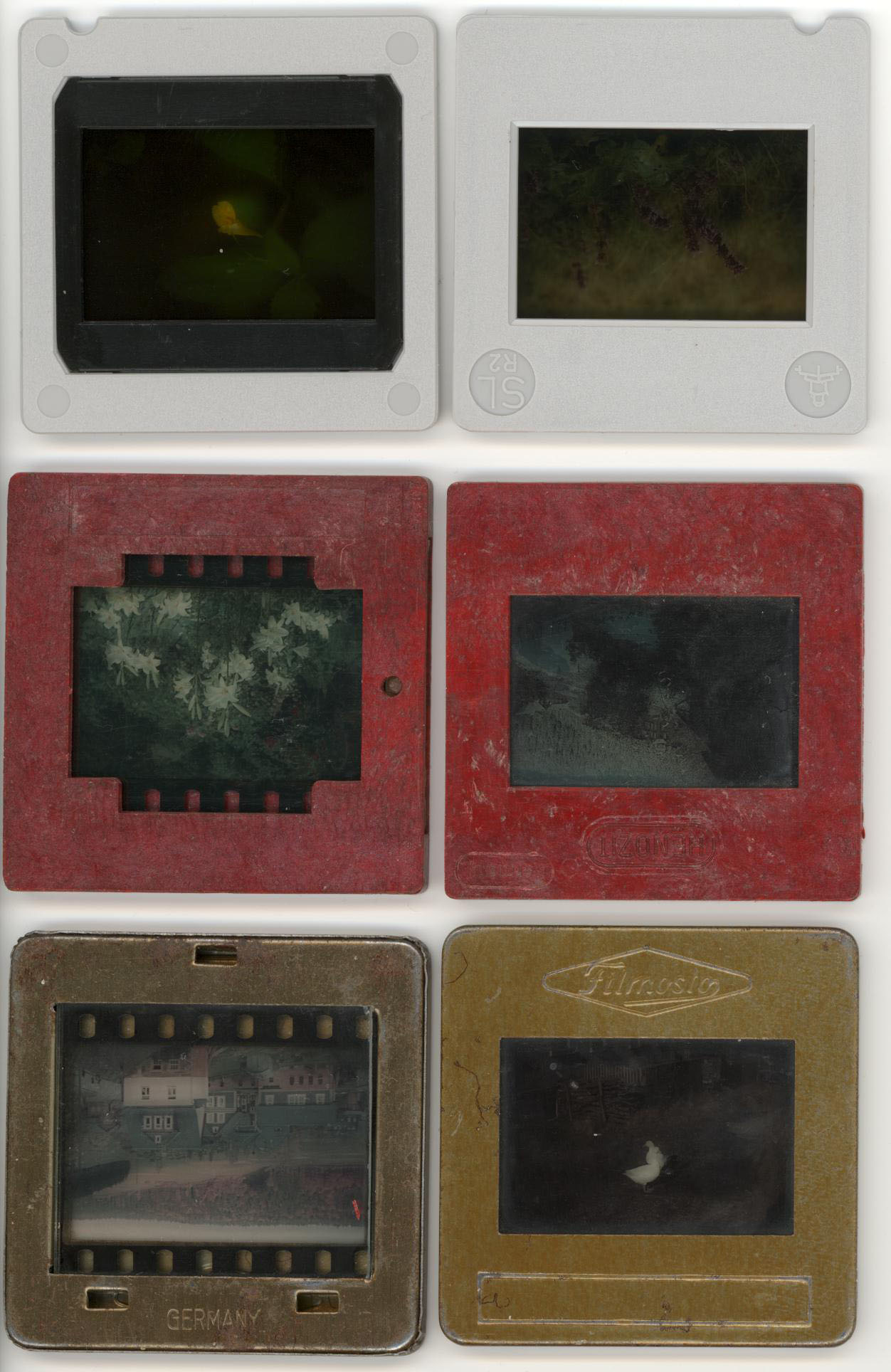
Vorder- und Rückseiten verschiedenen Diarahmen: glasloser Kunststoffrahmen (ca. 1985), Kunststoffrahmen mit Glas (1940er Jahre), Metallrahmen mit Glas (1940er Jahre). Der obere Diarahmen besitzt eine sog. Daumenecke

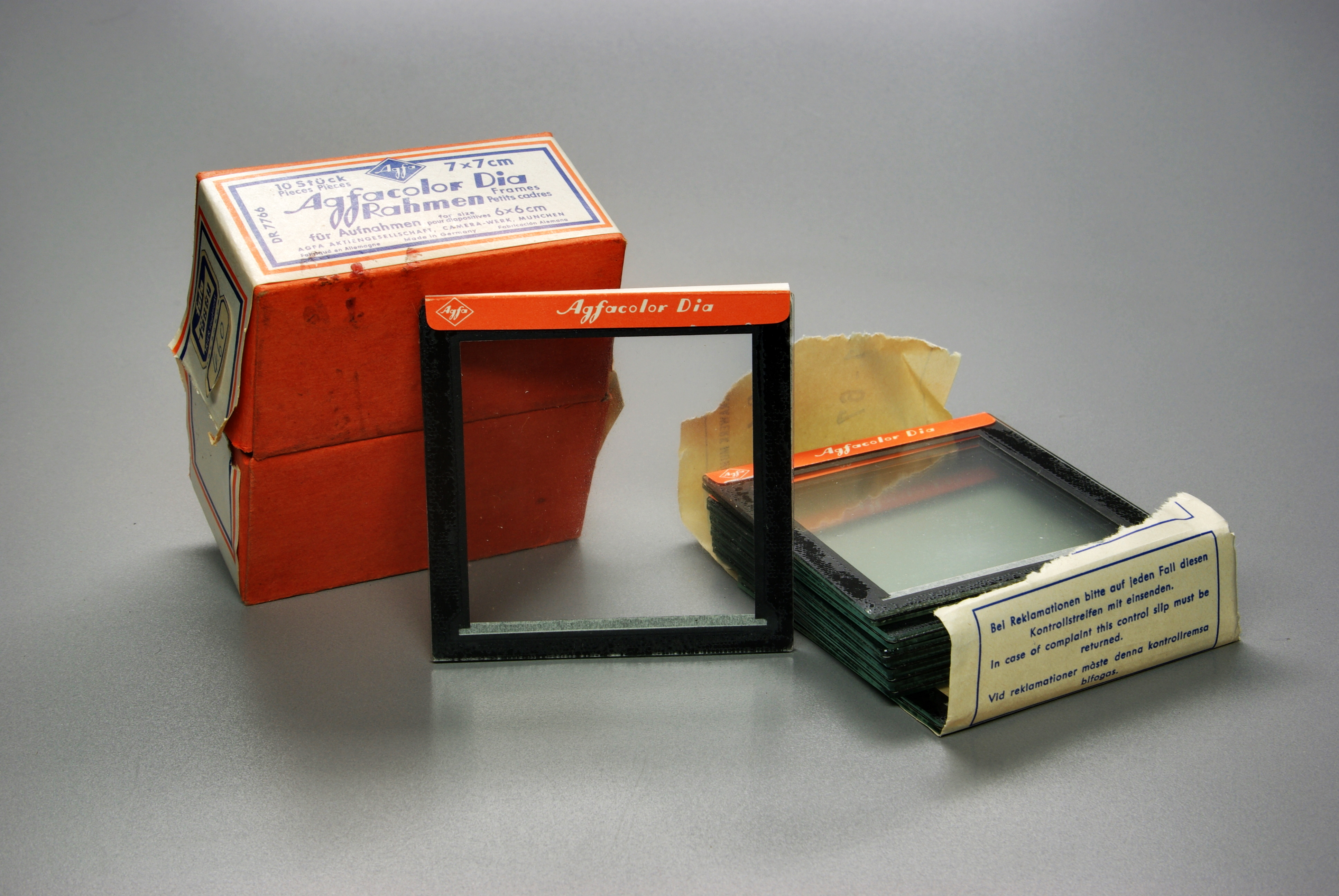
Glasrahmen für 6×6-Dias. Ca. 1950er Jahre

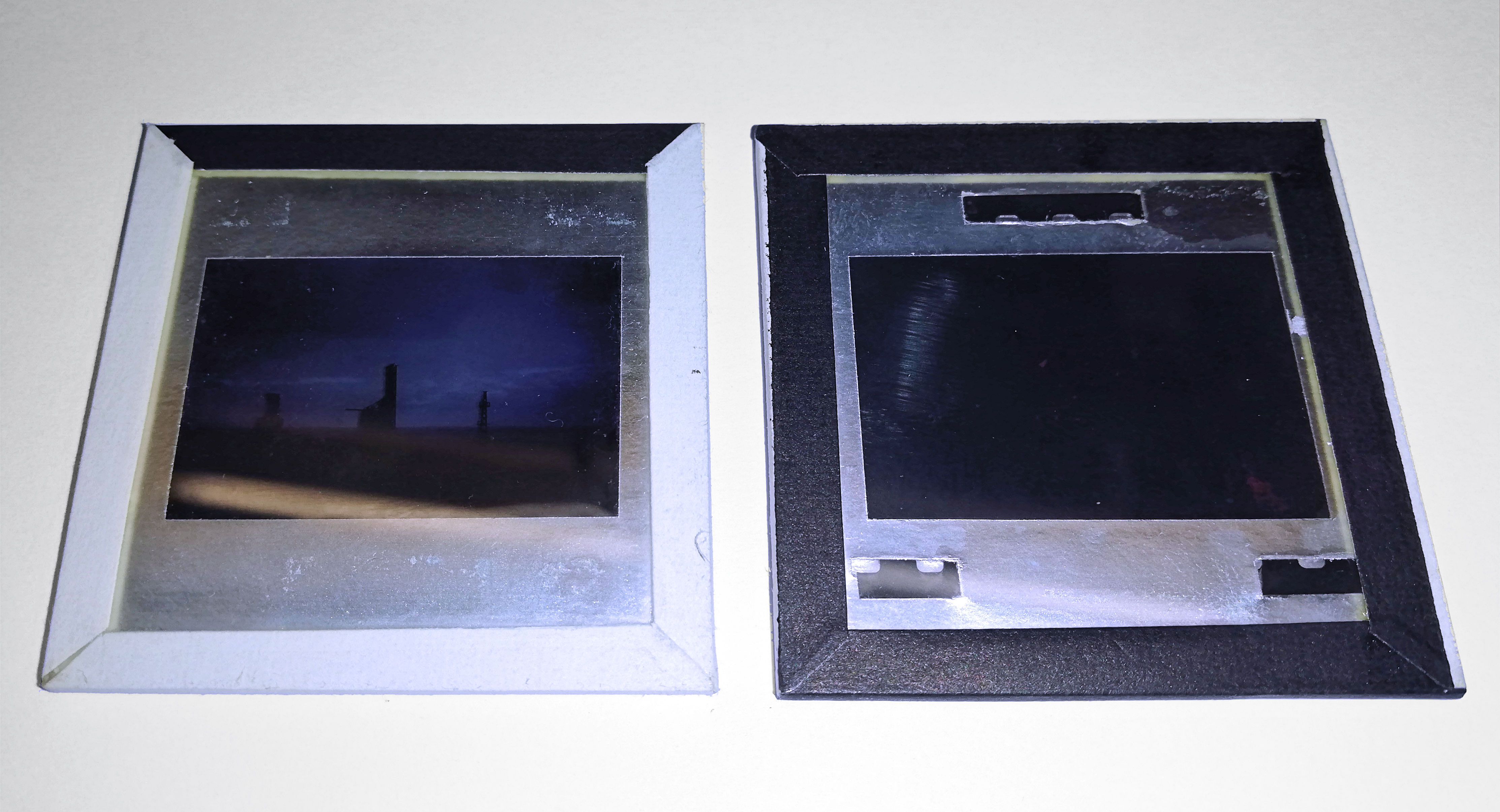
Kleinbild-Dias in Vollglas-Rahmen 5 × 5 cm mit Aufspannung im Passepartout, frühe 1960er Jahre

Ein Diarahmen, genannt auch Dia-Maske, ist in der Fotografie ein kleiner lichtundurchlässiger (Bilder-)Rahmen, der das Bildfeld eines Diapositivs begrenzend dieses umfasst und so die Einbringung des Filmausschnittes in den Diaprojektor oder Diabetrachter ermöglicht. Man unterscheidet zwischen glaslosen Diarahmen und solchen mit Glas. Bei letzteren wird das Diapositiv zwischen zwei Glasscheiben eingebettet.

## Vorteile von Glasrahmen
Bei der glaslosen Ausführung war eine exakt ebene Lage des Diapositivs bislang nicht gewährleistet. Zudem kann sich die Wölbung des Dias während der Projektion durch die Hitze der Projektionslampe ändern („ploppen“). Deshalb kann oft nur ein Teil des Films scharf projiziert werden. Zwischen Gläsern gerahmte Diapositive ermöglichen hingegen durch die erzwungene Planarität des Films eine über das gesamte Dia ausgedehnte scharfe Projektion.
Neben dem Schutz des Dias vor Beschädigungen bieten die Glasscheiben noch den Vorteil, dass sich Staub fast nur auf ihrer Außenseite ablagert. Sind die Staubteilchen dann nicht zu groß, werden sie aufgrund ihres Abstandes zur Fokalebene so unscharf abgebildet, dass sie fast nicht zu bemerken sind.

## Nachteile von Glasrahmen

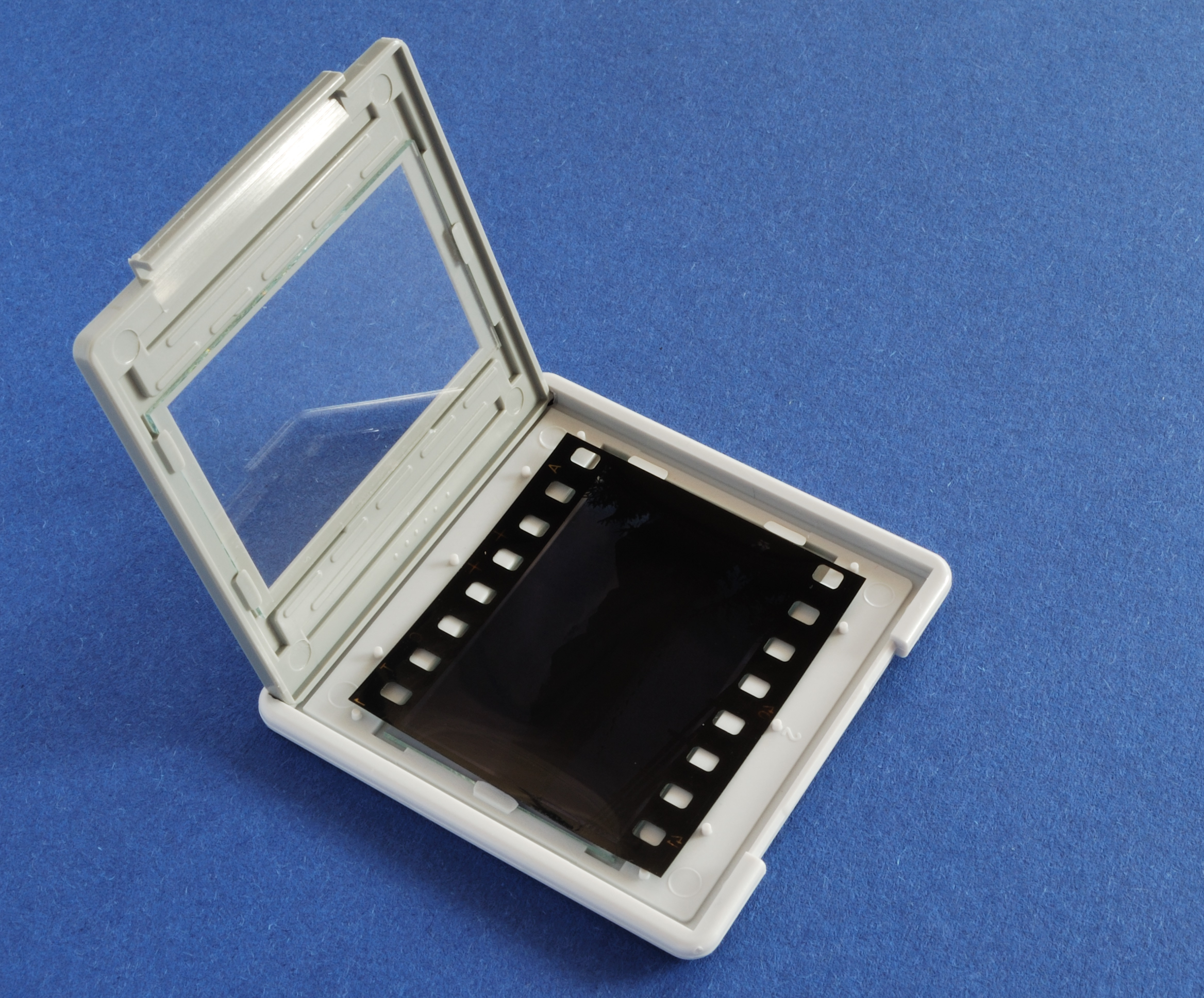
Glasrahmen mit eingelegtem Dia

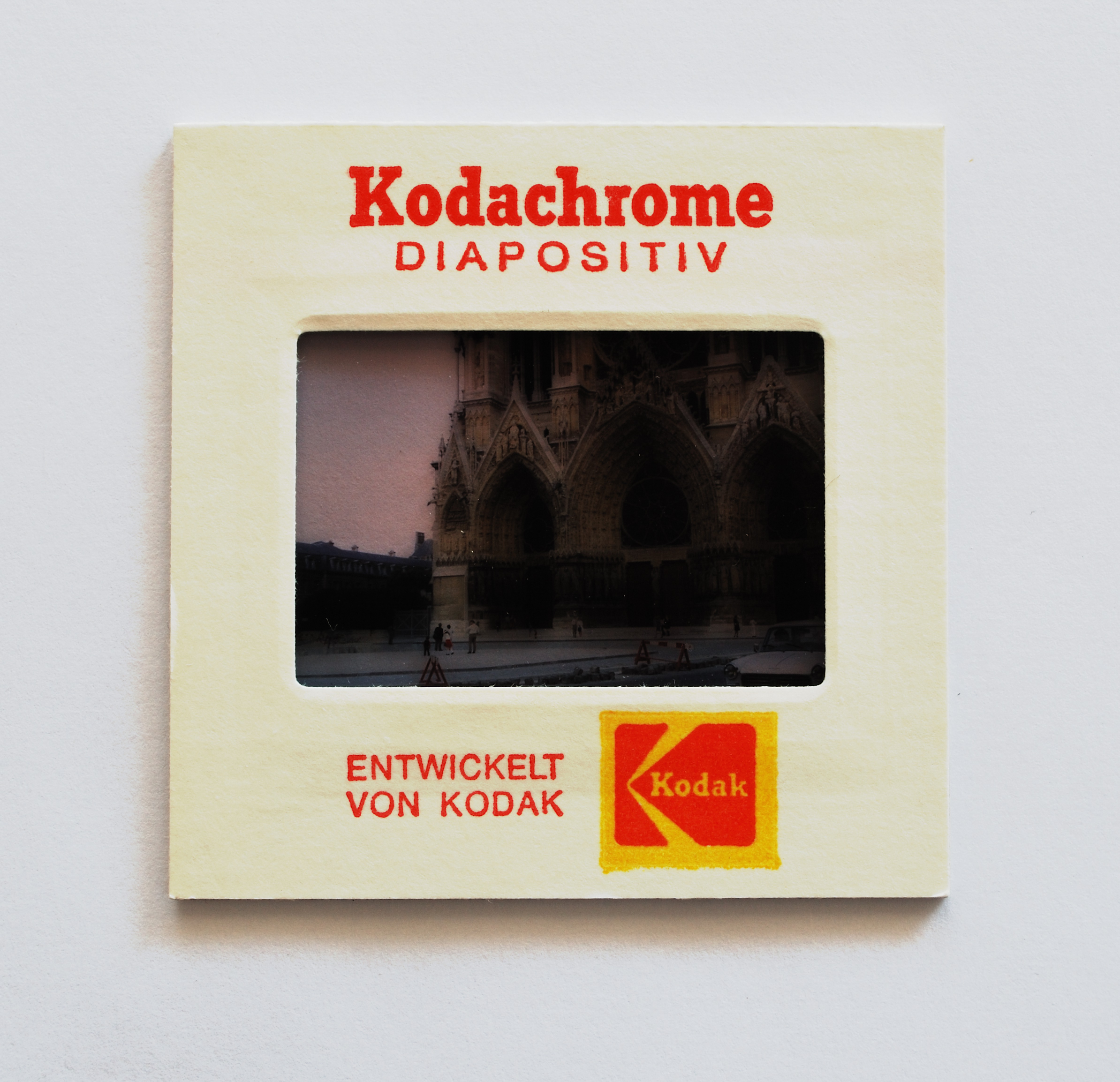
Kodachrome-Papierrahmen

Der Vorteil der glaslosen Projektion liegt in einer höheren Helligkeit des projizierten Bildes. Zudem werden Newtonsche Ringe und Pilzbefall verhindert – das Filmmaterial kann „atmen“. Weiterhin sind glaslose Diarahmen meist dünner als solche mit Glas. Neben der Gewichtsersparnis können so mit speziellen Diamagazinen mehr Dias (speziell bei Rundmagazin-Projektoren) bei selbem Raumbedarf archiviert werden.
Ein Nachteil von Gläsern ist, dass, wenn der Film punktuell auf ihrer Innenseite aufliegt, sogenannte Newtonsche Ringe auftreten und so die Betrachtung stören. Zur Abhilfe gibt es Diarahmen mit Anti-Newton-strukturierten Gläsern. Diese weisen eine geringe Rauigkeit auf, die konstruktive Interferenzen des Lichts unterdrücken. Während die Auflösung des Filmmaterials dadurch nicht gemindert wird, führt die Rauigkeit des Glases jedoch besonders bei gleichmäßigen Bereichen des Bildes zu einem merklichen Grieseln.

## Ausführungen

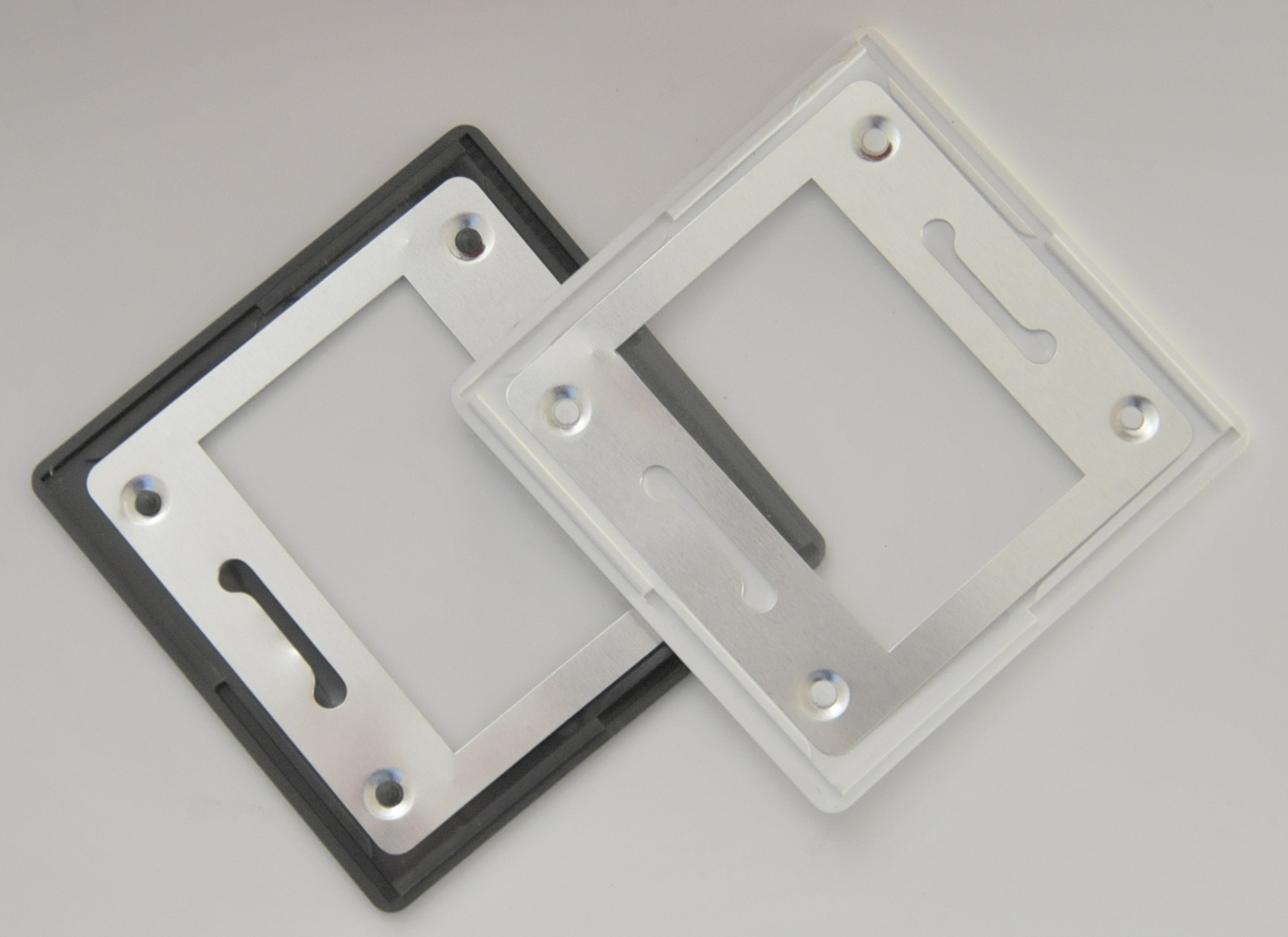
Gepe-Diarähmchen-Paar. Zusammengelegt und mit eingelegtem Dia ergibt das Paar das projektionsfertige Rähmchen.

Professionelle Kleinbildrahmen verfügen zur plopparmen, standgenauen Projektion oft über eine 16-Pin-Registrierung – das Dia wird im Rahmen über seine Führungslöcher aufgespannt (zum Beispiel AHX-Rahmen der US-Firma WESS, heute BCA Molding).
Seit 2011 sind verbesserte pin-registrierte Rahmen von der Firma DIASPEED erhältlich, die erstmals eine ploppfreie, randscharfe Glaslos-Projektion von Kleinbilddias gewährleisten. Diese HT-XYZ-Rahmen sind hochpräzise gearbeitet, die pin-registrierten Inlays sind im Zehntelmillimeterbereich abgestuft erhältlich und lassen sich somit an verschiedene Filmtypen anpassen.
Höherwertige Rahmen haben zwei dünne Masken aus Metall (meist Aluminium), zwischen denen das Dia liegt (zum Beispiel Firma Gepe). Neben der verbesserten Planarität des Films hat das vor allem den Vorteil, dass die Abschattung des Dias fast genau in der Fokalebene liegt, was bei der Projektion zu einer absolut scharfen (schwarzen) Umrandung des Bildes führt.
Diarahmen sind für alle gängigen Filmformate verfügbar und darüber hinaus in zahlreichen Spezialvarianten wie 40 mm × 40 mm. Diese Rahmen sind für Spezialanwendungen (Lith-Dias oder Details aus Mittelformatdias (60×60 oder 60×70)) gedacht.
Diarahmen für das Kleinbildformat haben das Außenmaß 50 × 50 mm, ein Fenster von 23 × 35 mm und eine Dicke zwischen etwa 1 mm (Papierrahmen) und etwa 3 mm. Die meisten Rahmen sind zweifarbig – mit einer hellen und einer dunklen Seite. Das Dia wird so in den Rahmen gelegt, dass die glatte Filmseite zu der hellen Seite des Rahmens und die Filmemulsion zur dunklen Seite zeigt. Im Diaprojektor zeigt die helle Seite in Richtung der Projektorlampe. Sie reflektiert die Wärmestrahlung der Lampe und bietet so einen Schutz vor zu starker Wärmeeinwirkung auf den Rahmen.
Bereits die Glasbildstreifen der Laterna Magica hatten die Höhe von 5 cm.
Die Kennzeichnung der Ecke eines Diarahmens, die rechts oben liegt, wenn man das Dia so hält, wie es in den Projektor eingeschoben wird, wird Daumenmarke genannt. Die Ecke Daumenecke.

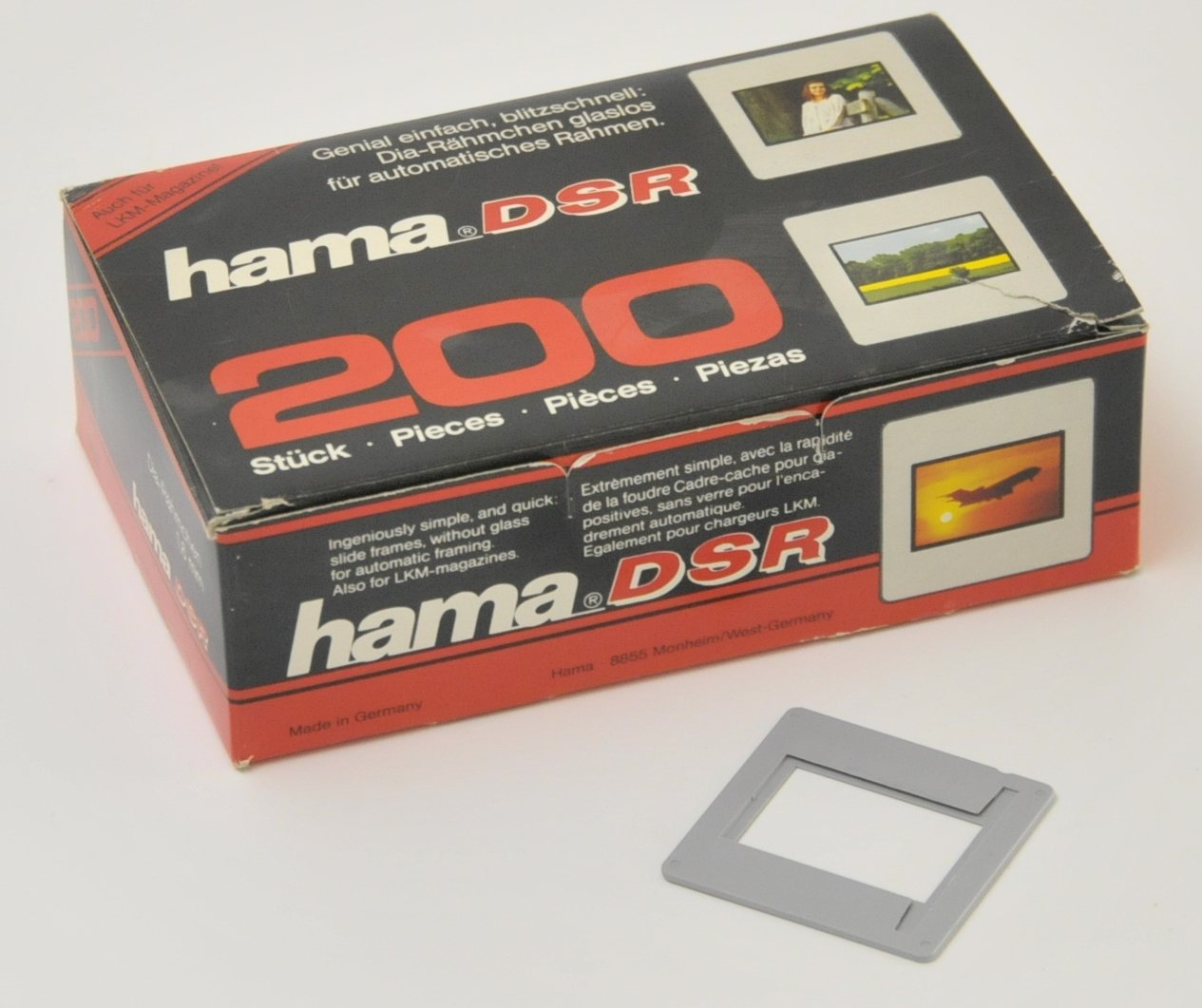
Das vorne liegende Diarähmchen hat eine Nut, ...
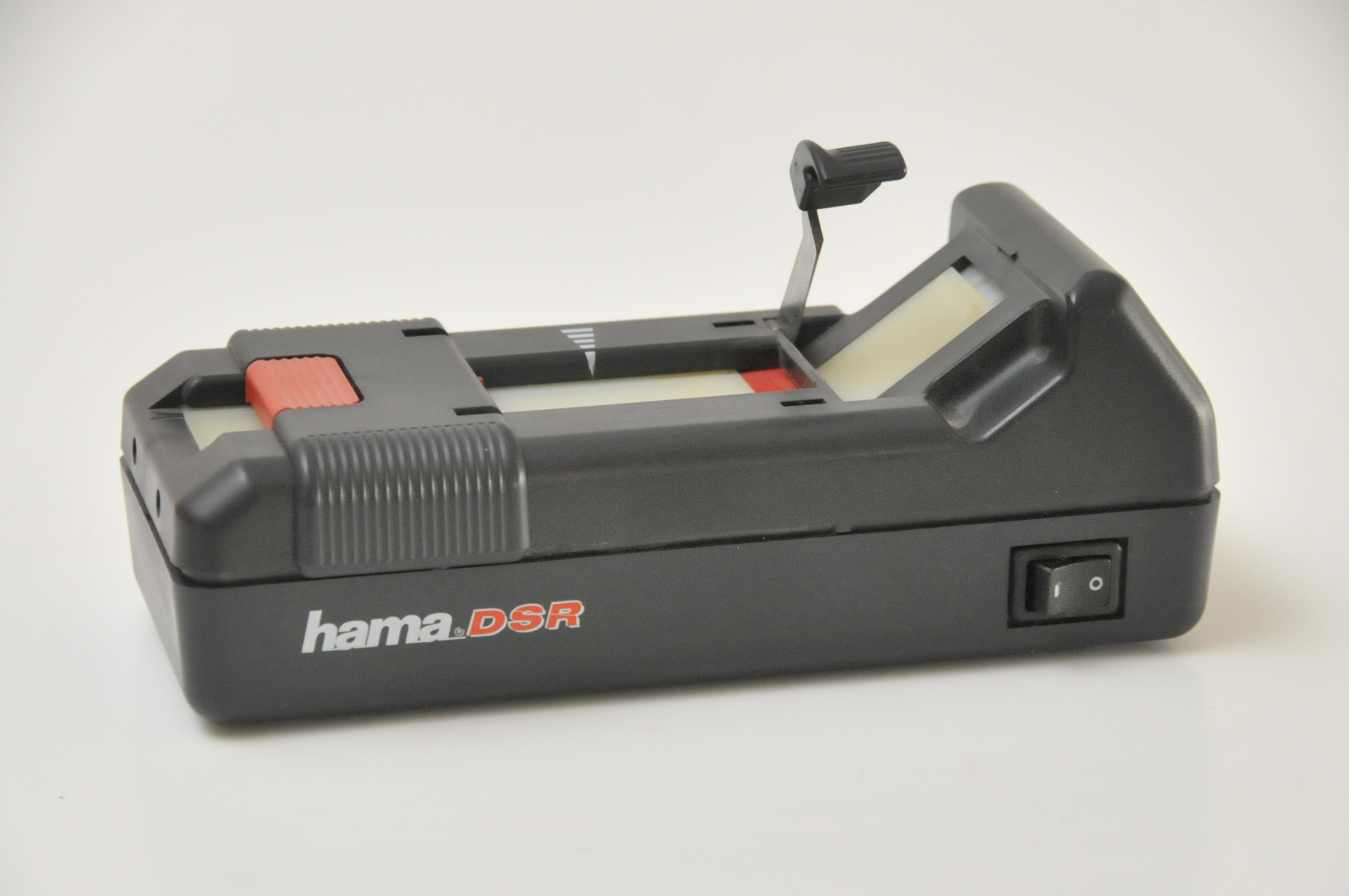
... in die mittels dieser kleinen Maschine der Film eingeführt wird. Dazu dient der Schieber, der den unbeschnittenen Diafilm in das Rähmchen bis zum Anschlag führt. Sodann wird mit dem Hebelmesser der Film abgeschnitten. Das Dia kann nun verwendet werden.
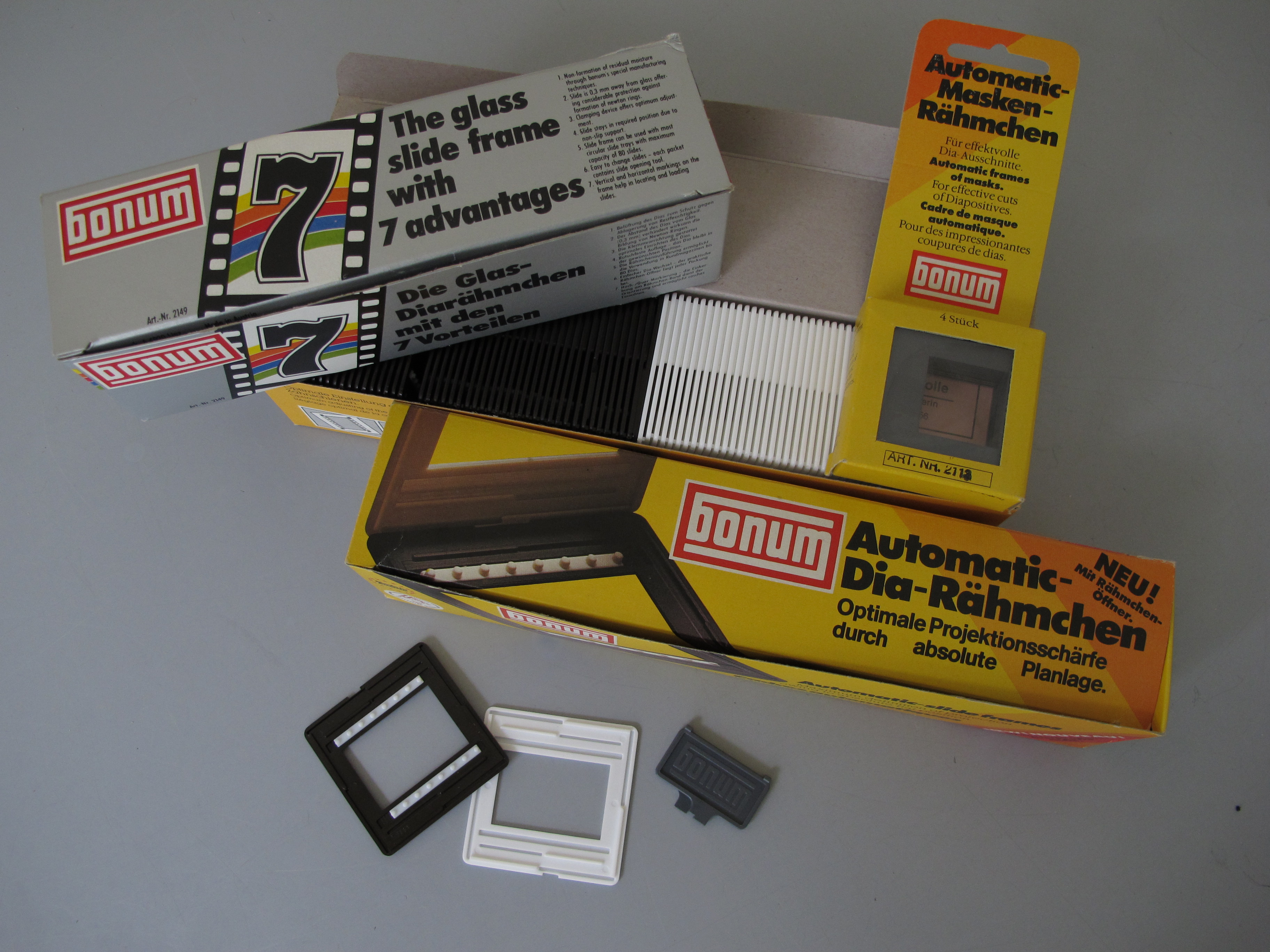
Justierbare Diarahmen, besonders leicht zu öffnen

## Aufbewahrung
Man kann gerahmte Dias einfach in den Verkaufsverpackungen der Rahmen aufbewahren, in speziellen Kästen, die für Kleinbilddiarahmen mit Kantenlänge von 5 cm in einzelne Fächer eingeteilt sind, man kann sie in speziellen Klarsichthüllen in einem Ringbuch aufbewahren, neben den Negativfimen, in Diakassetten (genannt auch Journalkassetten), Klarsichthüllen, diverse Diakasten, Diakoffer und anderes.
Solange Dias in Diaprojektoren wie in einer Laterna Magica einzeln eingeführt wurden, war anderes nicht sinnvoll.

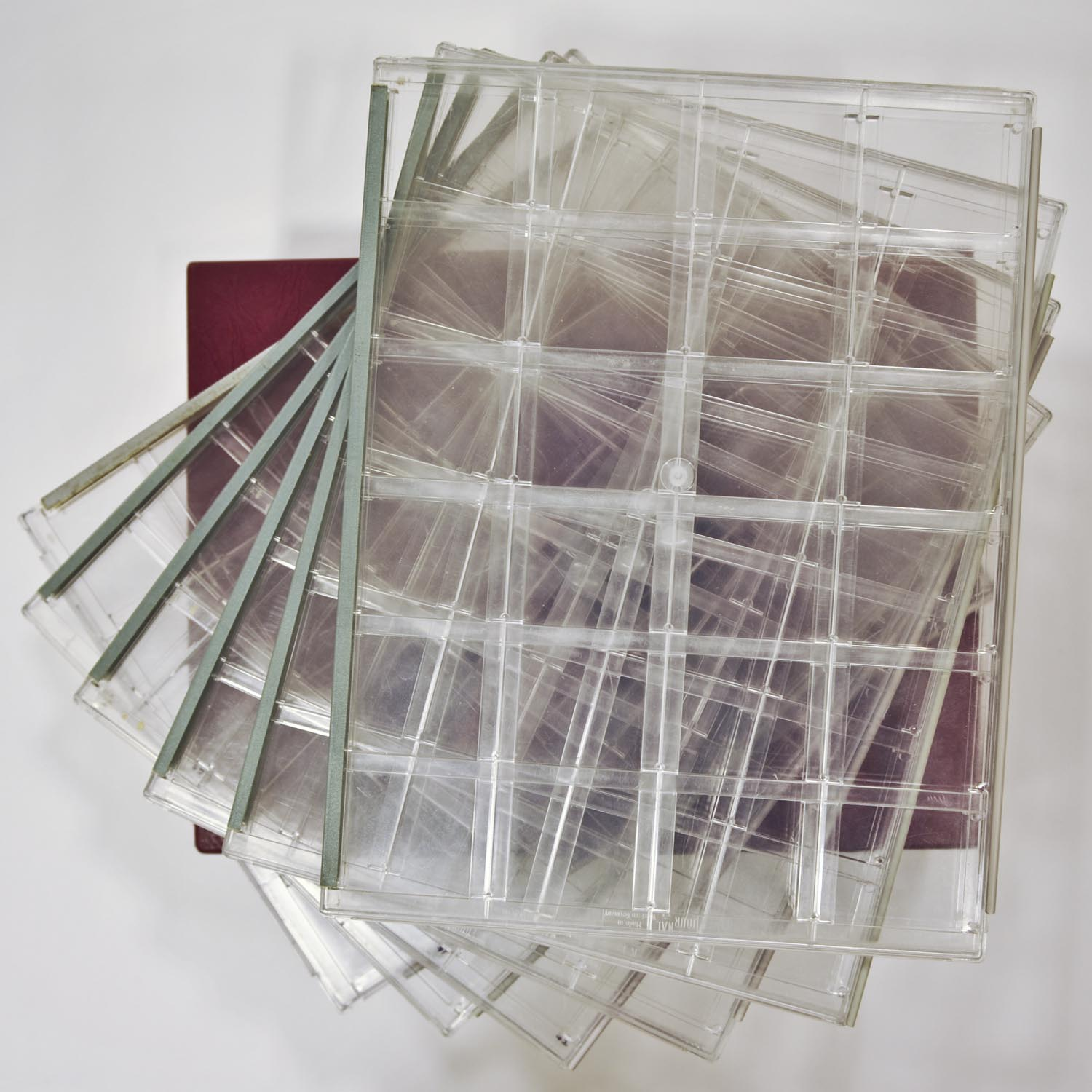
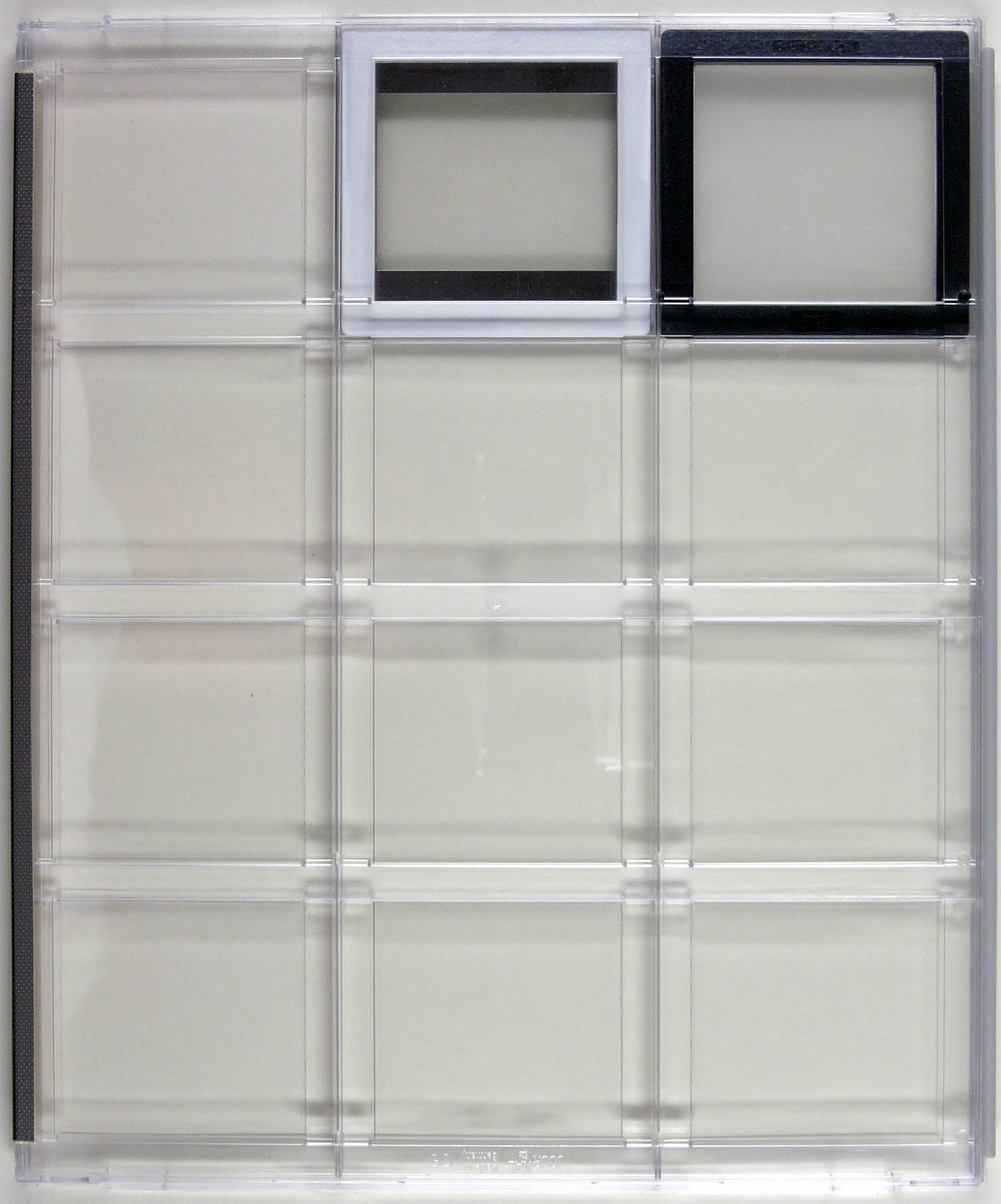
Journalkassette für 6×6-cm-Format
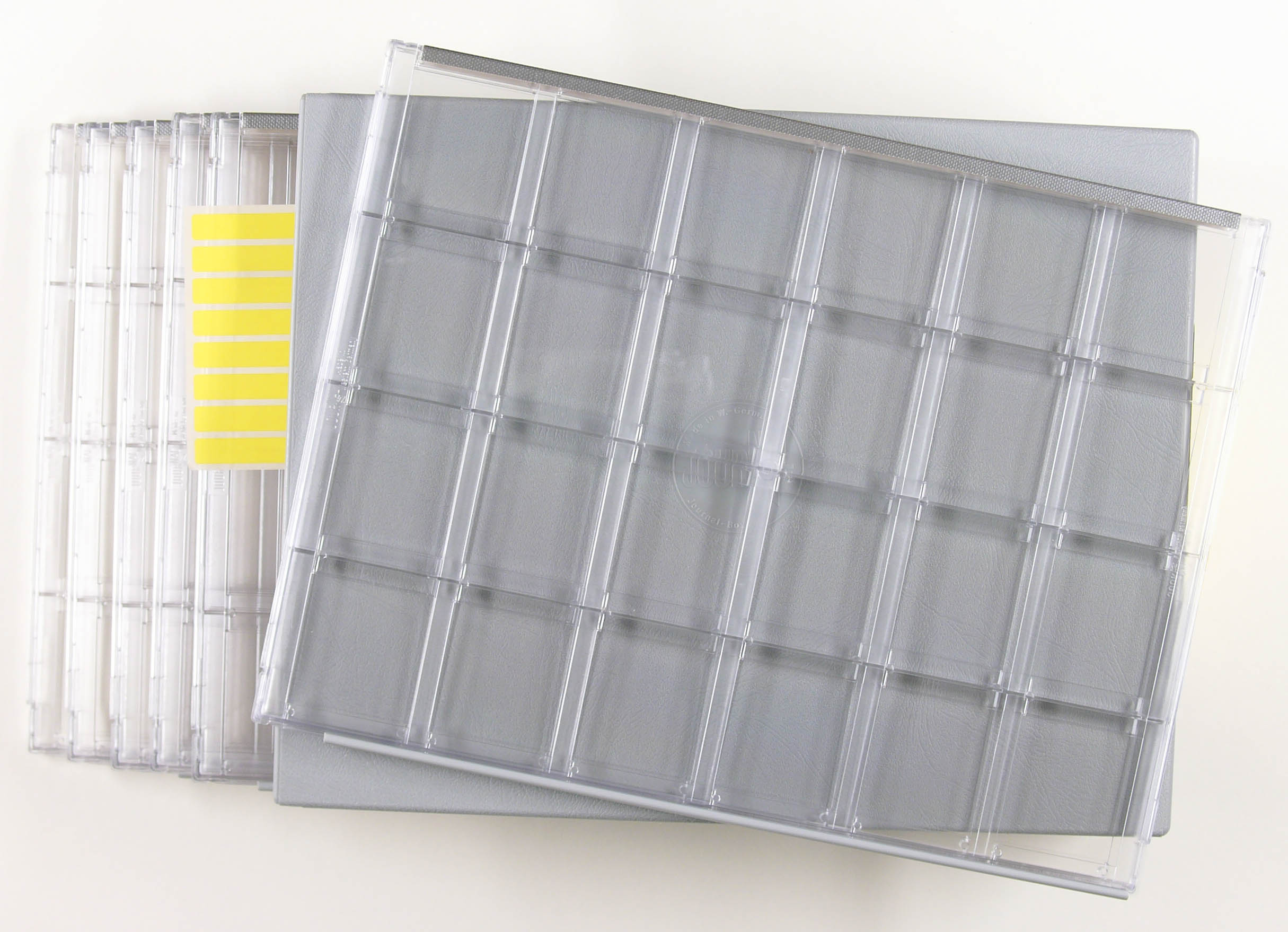
Journalkassette für Kleinbilddias
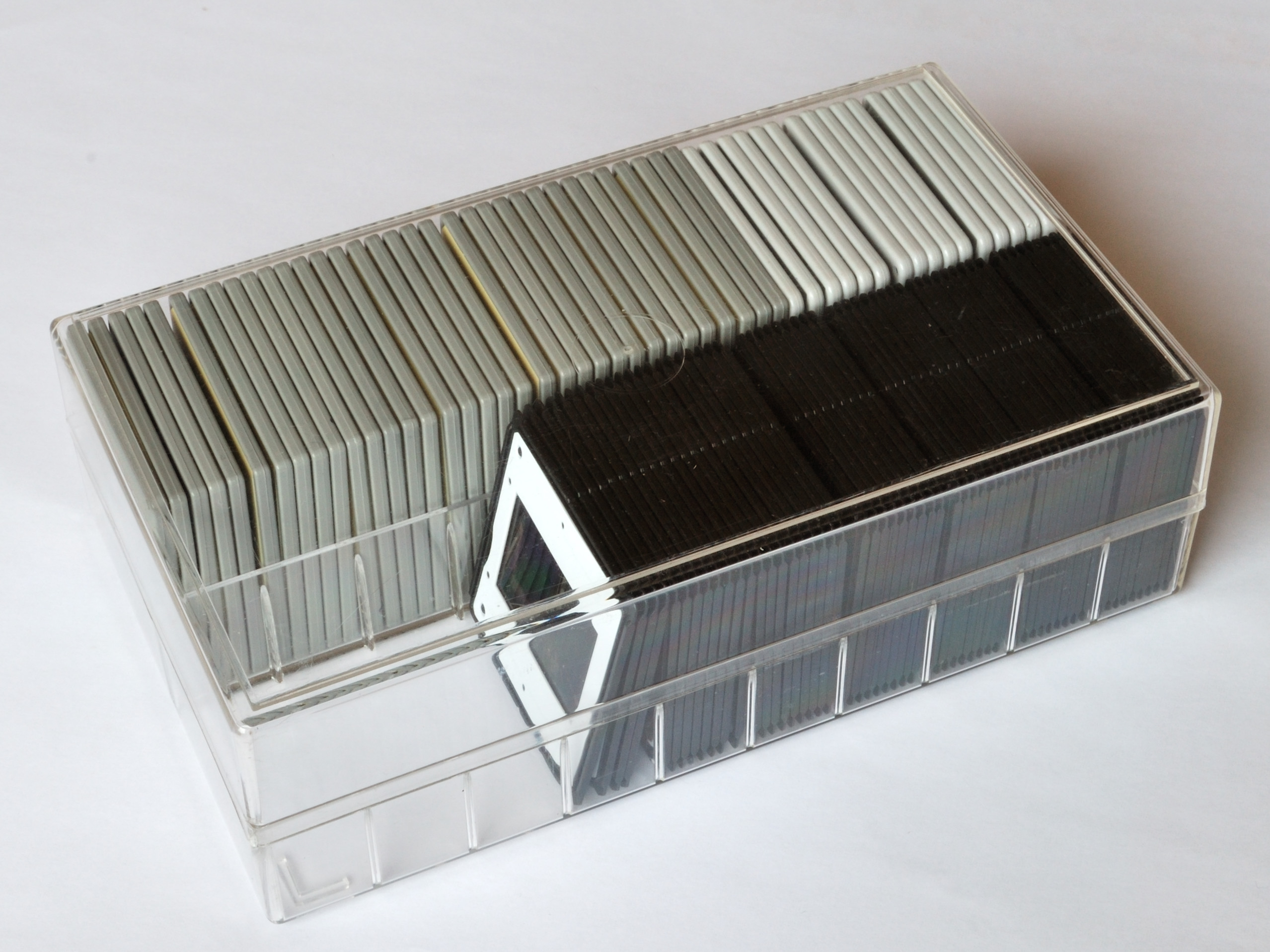
Diakasten für Kleinbilddias

### Projektionsreife Aufbewahrung
Mit der Entwicklung von Diaprojektoren, die mehrere Dias automatisch aus einem Magazin in die Bildebene eines Projektors schieben und wieder zurück in das Magazin schieben konnten, und dann das Magazin um die Länge eines Faches für ein Dia vorschieben konnten, entstanden auch Aufbewahrungsmöglichkeiten, die gleichzeitig als Magazin für einen derartigen Projektor dienten.  Die Magazine sind in Fächer für je ein Dia eingeteilt und fassen unterschiedliche Zahlen von Dias, von 36 eines typischen Kleinbildfims, 50 Dias oder mehr. Bis auf das Magazin „Paximat“ von Braun lassen sich jeweils zwei Magazine in einem stapelbaren Kasten mit den Außenmaßen 30 × 12 × 7 cm aufbewahren, wodurch die Länge das Magazins begrenzt ist, und die Zahl der darin aufbewahrbaren Dias. Deren Zahl variiert bei gleicher Länge des Magazins mit der Fachbreite pro Dia.
Von den Herstellern der Projektoren wurden für ihr System optimierte Magazine entwickelt; dem wirkte das Bemühen, von kompatiblen und universalen Magazinformaten entgegen. So entstand das Universalmagazin.

#### Universalmagazin nach DIN 108

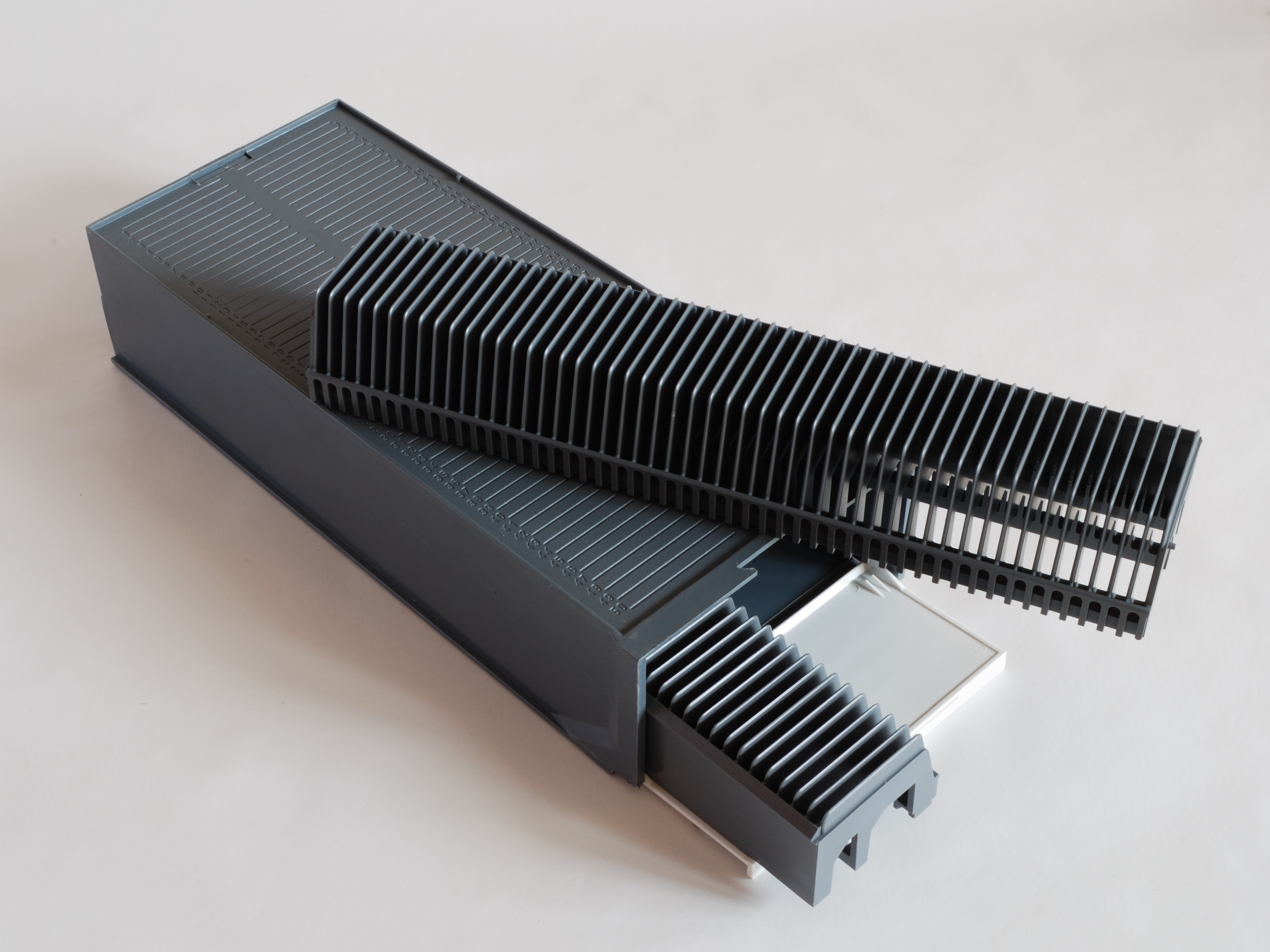
Universalmagazin mit Box für zwei Magazine

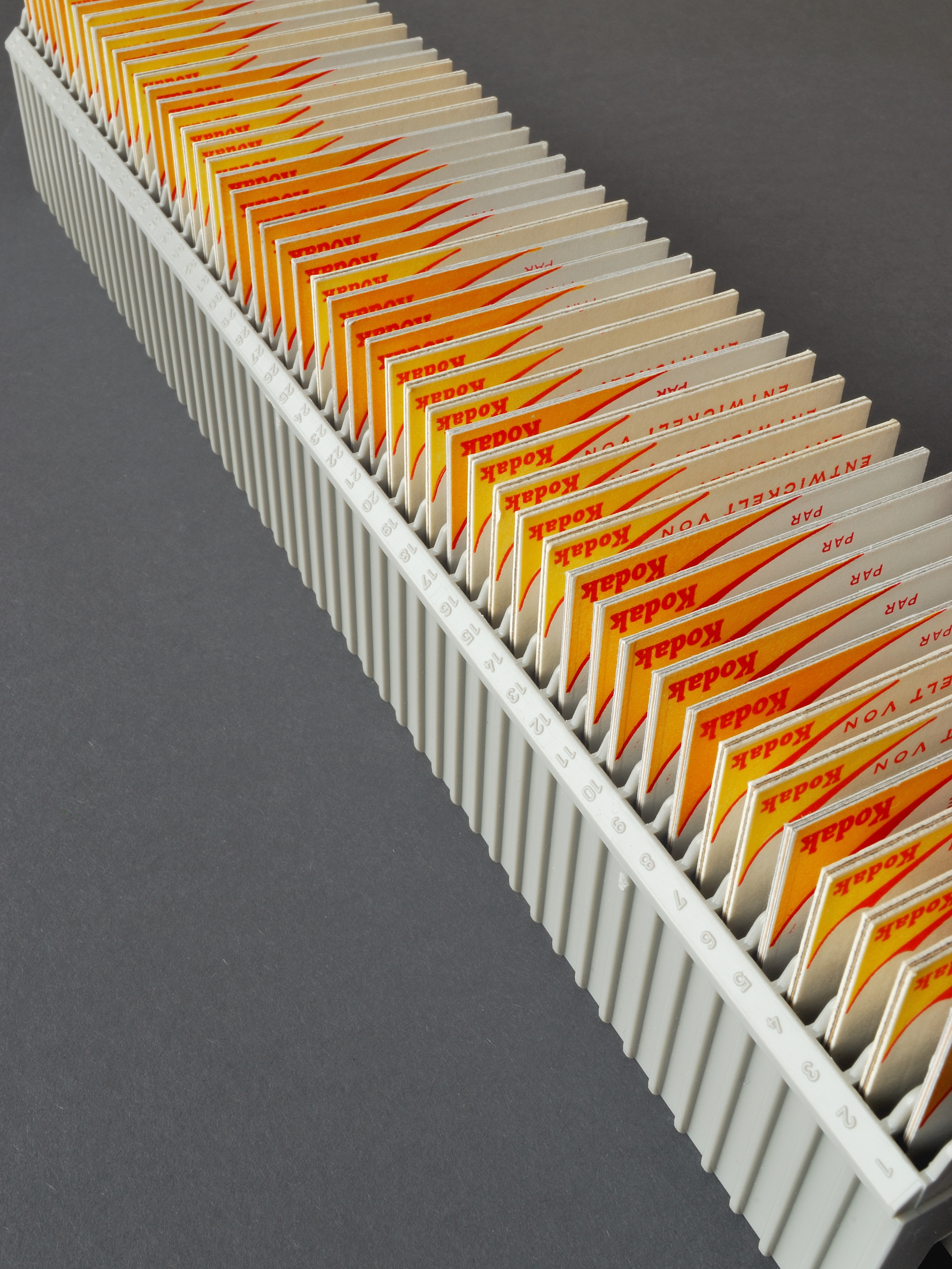
Universalmagazin mit 50 Kodachrome-Dias

Das ist das am häufigsten verwendete Magazin. Es gibt Universalmagazine für 50 und für 36 Dias. Die Magazine können Dias von bis zu 3,2 mm Dicke aufnehmen. Dünnere Dias, wie z. B. die Papprahmen von Kodak oder CS-Rahmen (siehe unten) werden darin aber nicht in senkrechter Position gehalten, was bei manchen Diaprojektoren oder besonders bei den Magazinscannern von Reflecta zu Problemen führen kann. Das Dia wird nur an zwei Seiten umschlossen; kippt das Magazin um, fallen die Dias heraus.

#### LKM oder Leica-Kindermann-Magazin

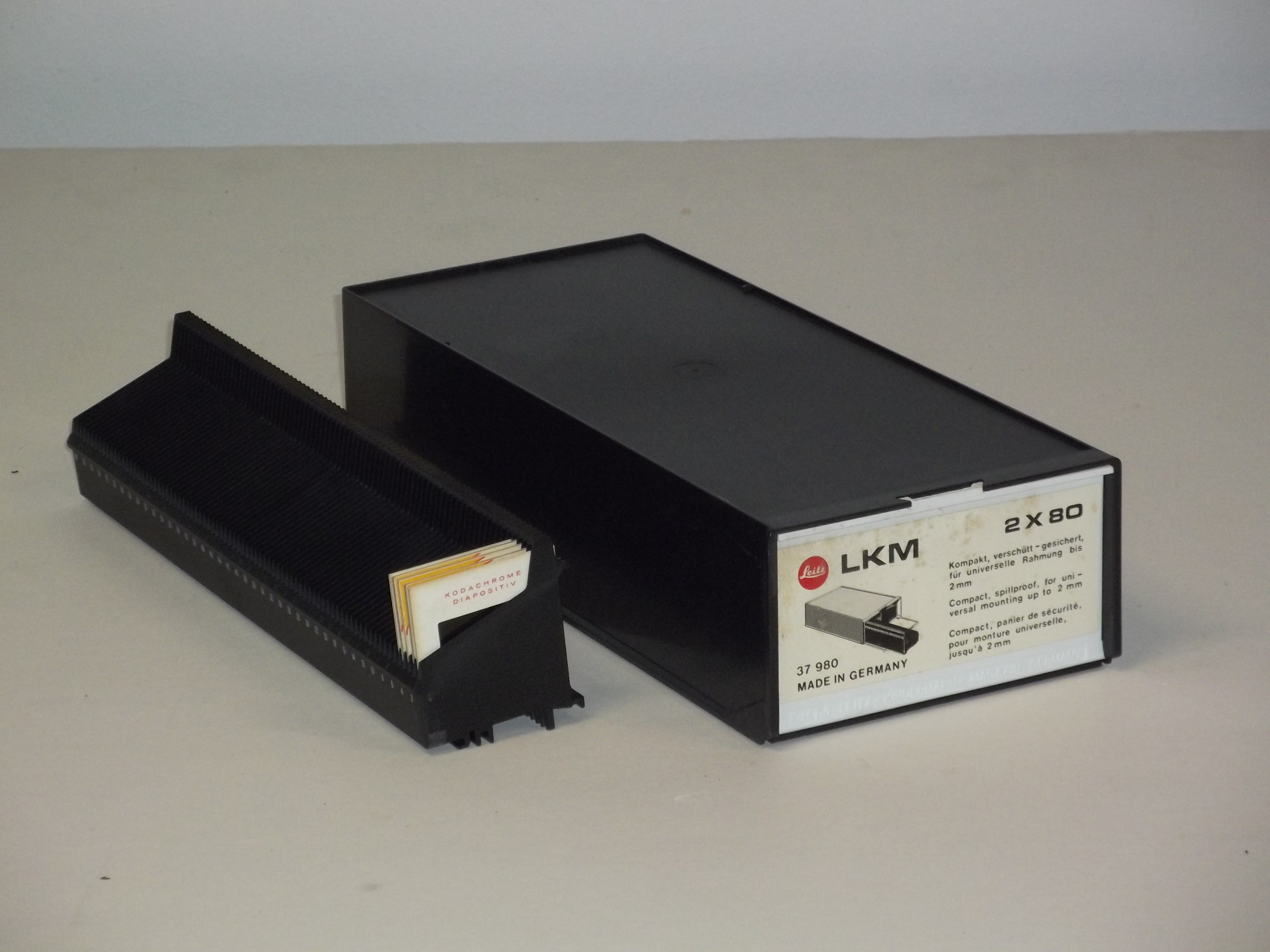
80-er LKM-Magazin

Das Leica-Kindermann-Magazin, auch LKM-Magazin, ist ein System zur Ablage von Diapositiven, das in den 1980er Jahren von den Unternehmen Leitz und Kindermann entwickelt wurde. Das LKM-Magazin kann Diarahmen bis zu einer maximalen Dicke von 2 mm aufnehmen.
Die Dias werden durch einen federnden Ausleger mit einem Widerhaken an der dem eigentlichen Projektor zugewandten Seite gehalten, so dass die Dias nicht ohne weiteres aus dem Magazin herausfallen, wenn dieses auf dem Kopf steht, und werden durch diesen Bügel auch bei der Einführung in den Projektor geführt, so dass sich das Dia nicht so leicht verkantet.
LKM-Magazine stehen in zwei Größen (60 und 80 Dias pro Magazin) zur Verfügung. Mit zwei 80-er Magazinen kann man so in einem stapelbaren Aufbewahrungskasten für zwei Magazine mit dem standardisierten Außenmaßen von 30 × 12 × 7 cm 160 Dias unterbringen, während zwei Universalmagazine maximal 100 Dias unterbringen.

#### CS-Diarahmen und CS-Diamagazin
CS bedeutet Compact and Secure (kompakt und sicher).
Der CS-Rahmen ist 1,8 mm stark. Ein CS-Magazin kann nur CS-gerahmte Dias aufnehmen. CS-gerahmte Dias können jedoch in anderen Magazinen aufbewahrt werden und aus ihnen projiziert werden. Das Magazin ist sehr niedrig; die dem Projektor abgewandte Seite ist mit 2,5 cm gerade mal halb so hoch wie ein Diarahmen.
CS-Dias werden seitlich von der Projektorseite aus in das CS-Magazin eingeführt; man kann sie nicht von oben hineinstecken und wieder herausnehmen. Dadurch werden die Dias sehr sicher und gerade in den Projektor eingeführt, und sie können nicht aus dem Magazin herausfallen, selbst wenn man das Magazin auf den Kopf stellt und schüttelt.
CS-Magazine fassen bis zu 100 Dias; mit dieser Größe kann man in einem stapelbaren Standard-Diakasten für 2 Magazine bis zu 200 Dias unterbringen. Kurze CS-Magazine für bis zu 40 Dias passen quer in so einen Kasten hinein; die für CS speziell konstruierten Diakästen haben am Schubladenboden Halterungen, die bis zu 4 40er-Magazine mit dann bis zu 160 Dias sicher halten.
Die CS- und CS2-Rahmen sind glaslos, einteilig, nur 1,8 mm stark und bestehen aus einer dunklen Basis und einer weißen klappbaren Oberseite.
Der CS-Rahmen ist auf der 36-mm-Längsseite klappbar, die Basis ist grau.
Der CS2-Rahmen ist aus der kürzeren 24-mm-Seite klappbar und die Basis ist (als Unterscheidungsmerkmal) schwarz.
Im Jahr 1996 wurde von Reflecta der CS2-Diarahmen auf den Markt gebracht, der eine einfachere maschinelle Rahmung ermöglicht. Die manuelle Rahmung ist beim CS2-Rahmen etwas schwieriger.

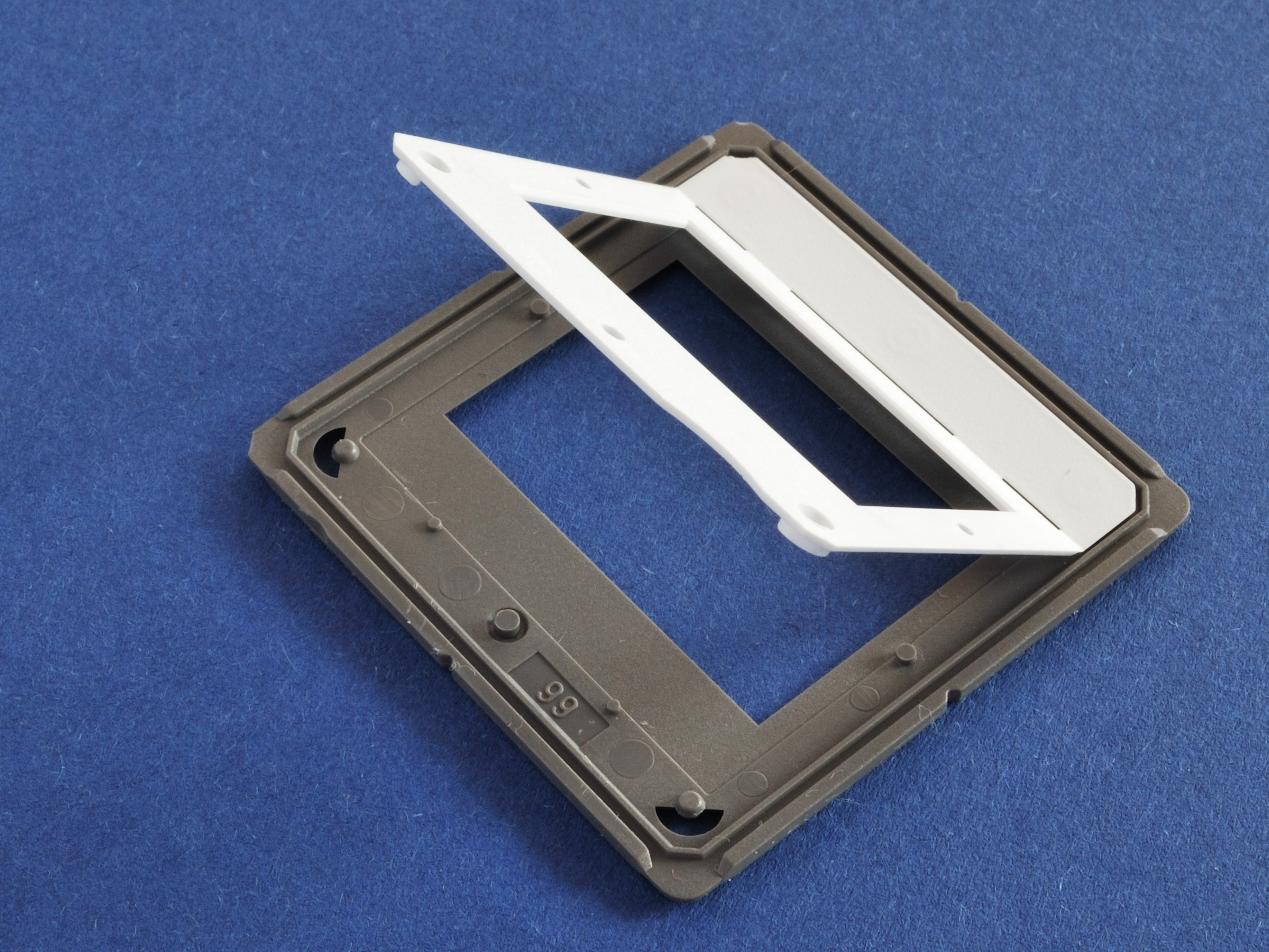
Reflecta CS-Diarahmen
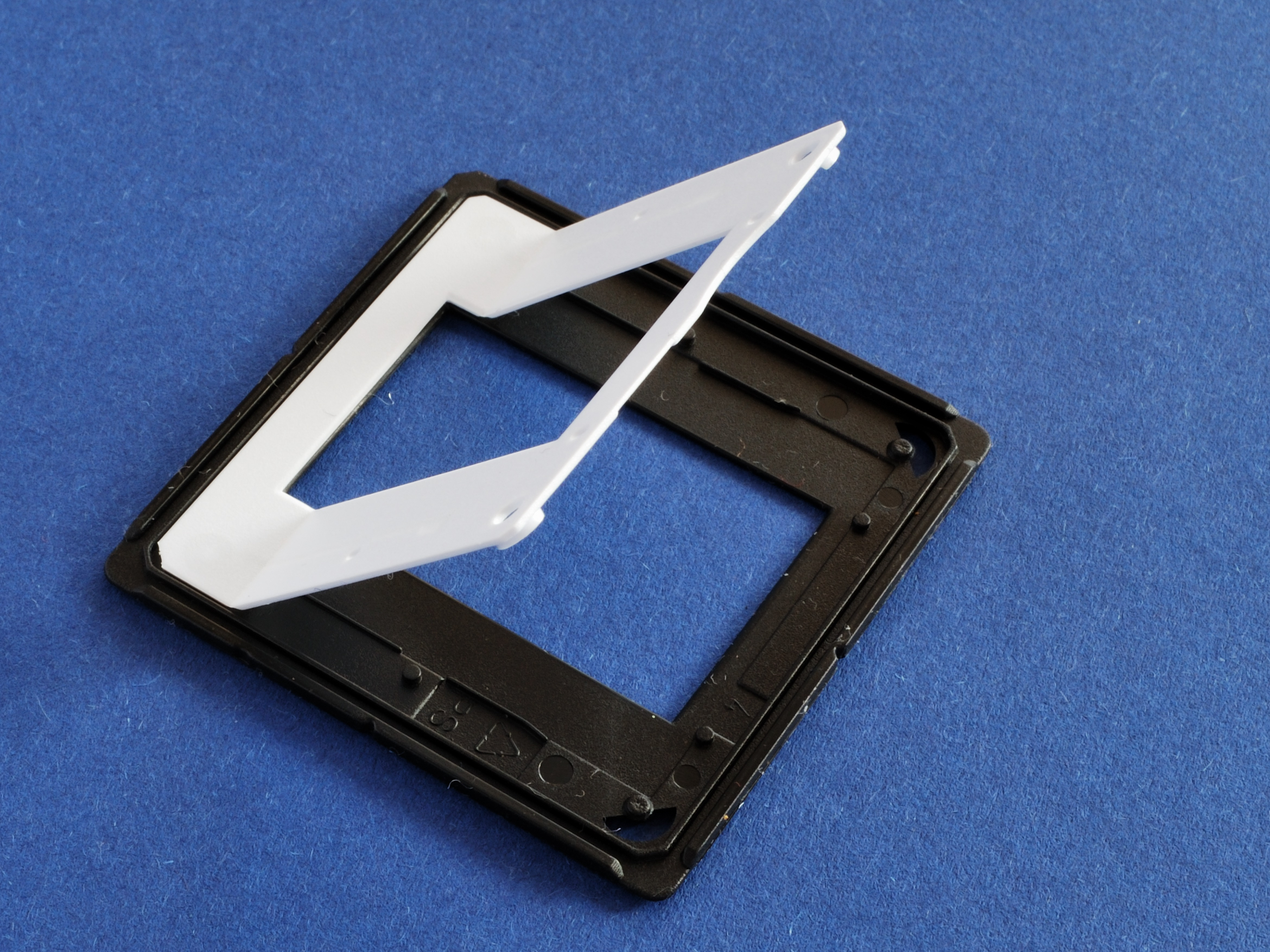
Reflecta CS2-Diarahmen
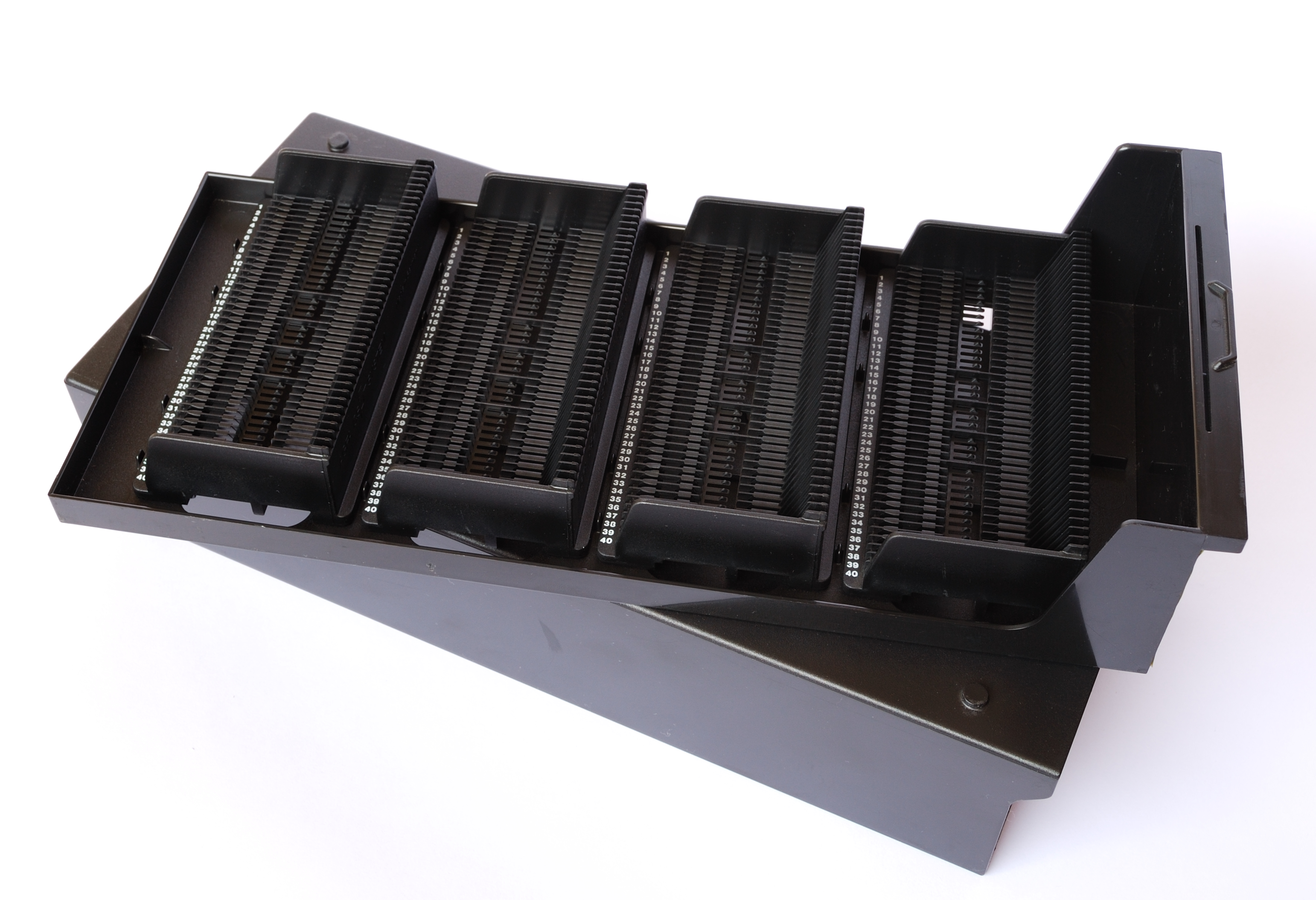
Reflecta CS-Diamagazin für 4×40 Dias
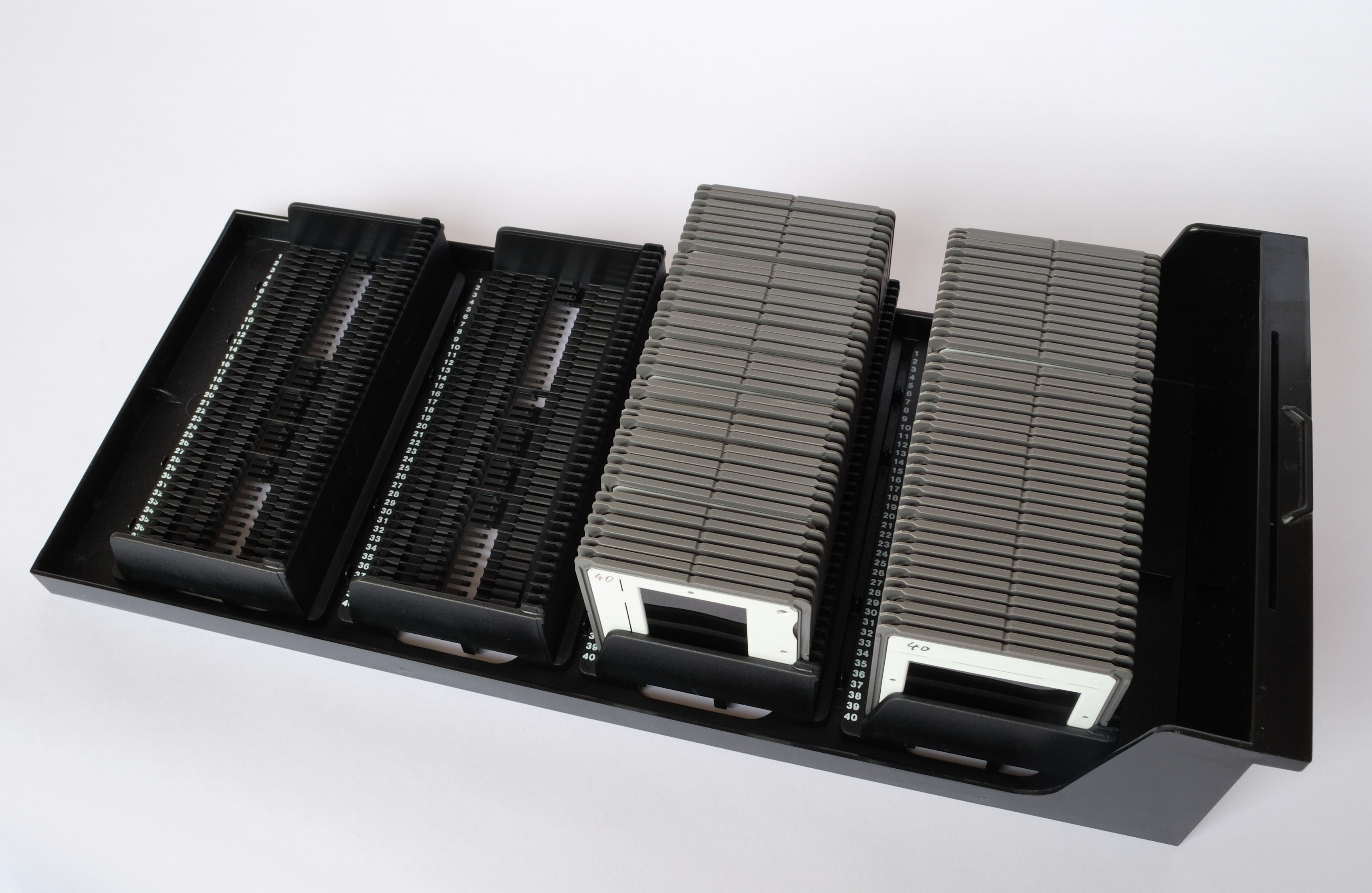
Reflecta CS-Diamagazin für 4×40 Dias

Der CS-Diarahmen wurde von der Firma Agfa entwickelt und im Jahre 1977 patentiert. 1984 übernahm die Nürnberger Firma Reflecta das Agfa-Gevaert-Werk im portugiesischen Coimbra. Reflecta hatte bis dahin nur Projektionslampen und Leinwände produziert; mit der Übernahme dieses Werks wurde Reflecta zu einem Hersteller von Diaprojektoren und Dia-Zubehör.
Nach Ablauf des Patents im Jahr 1997 begannen auch andere Firmen mit der Produktion.

#### Braun Paximat

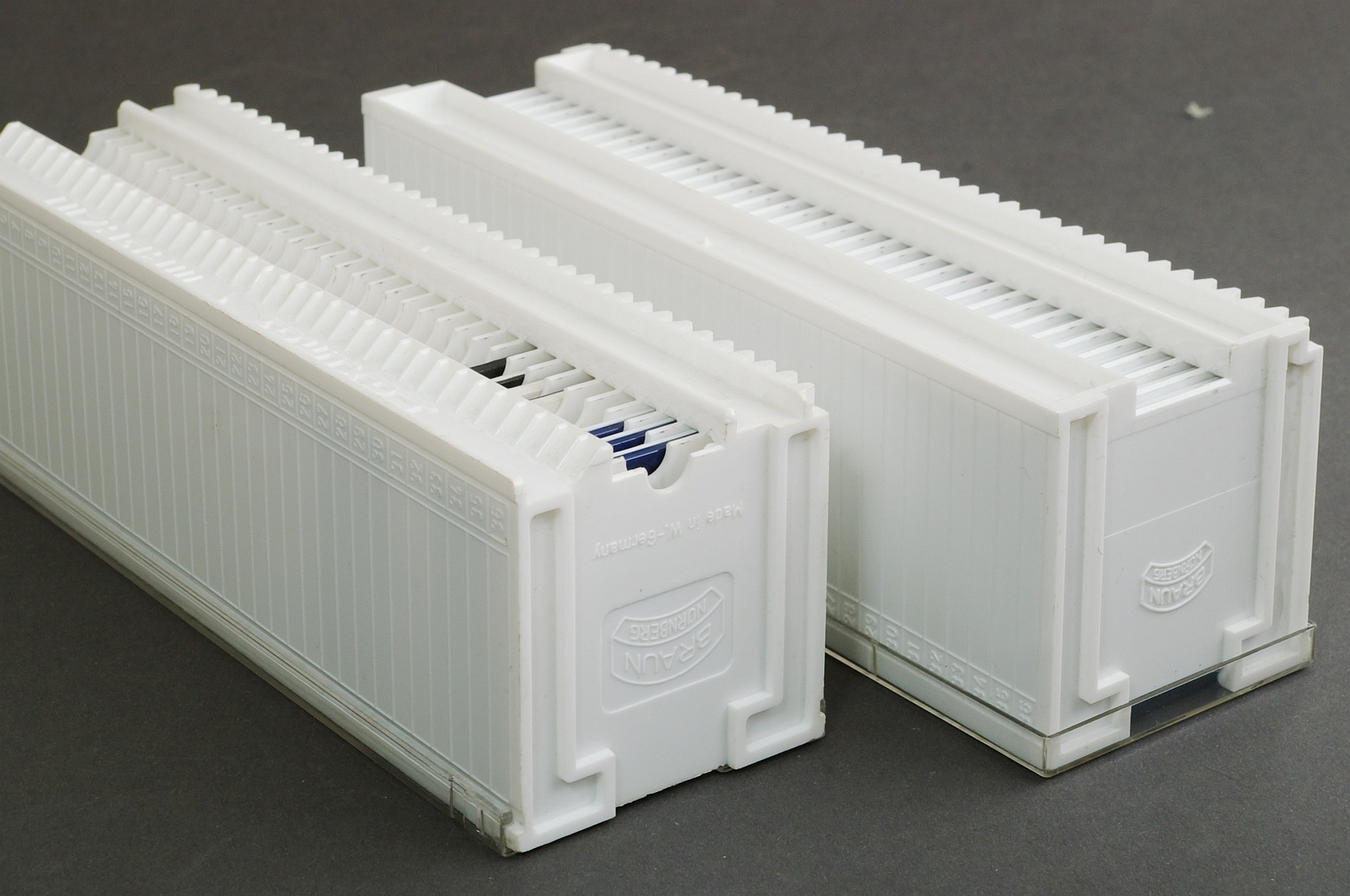
Braun-Paximat-Magazin

Das System Paximat der Fa. Braun umschließt das Dia von drei Seiten; zur Projektorseite ist es offen, kann aber zur Aufbewahrung mit einem Deckel verschlossen werden. Auf der anderen Seite ist das mittlere Drittel offen, so dass das Dia aus seinem Fach in die Bildebene des Projektors geschoben werden kann.
Das Paximat-Magazin gibt es in der ursprünglichen Normalform für Dias bis zu 3,2 mm Stärke, und in einer platzsparenden Compact-Variante für Dias mit Stärke von maximal 2 mm.

#### Weitere Magazintypen

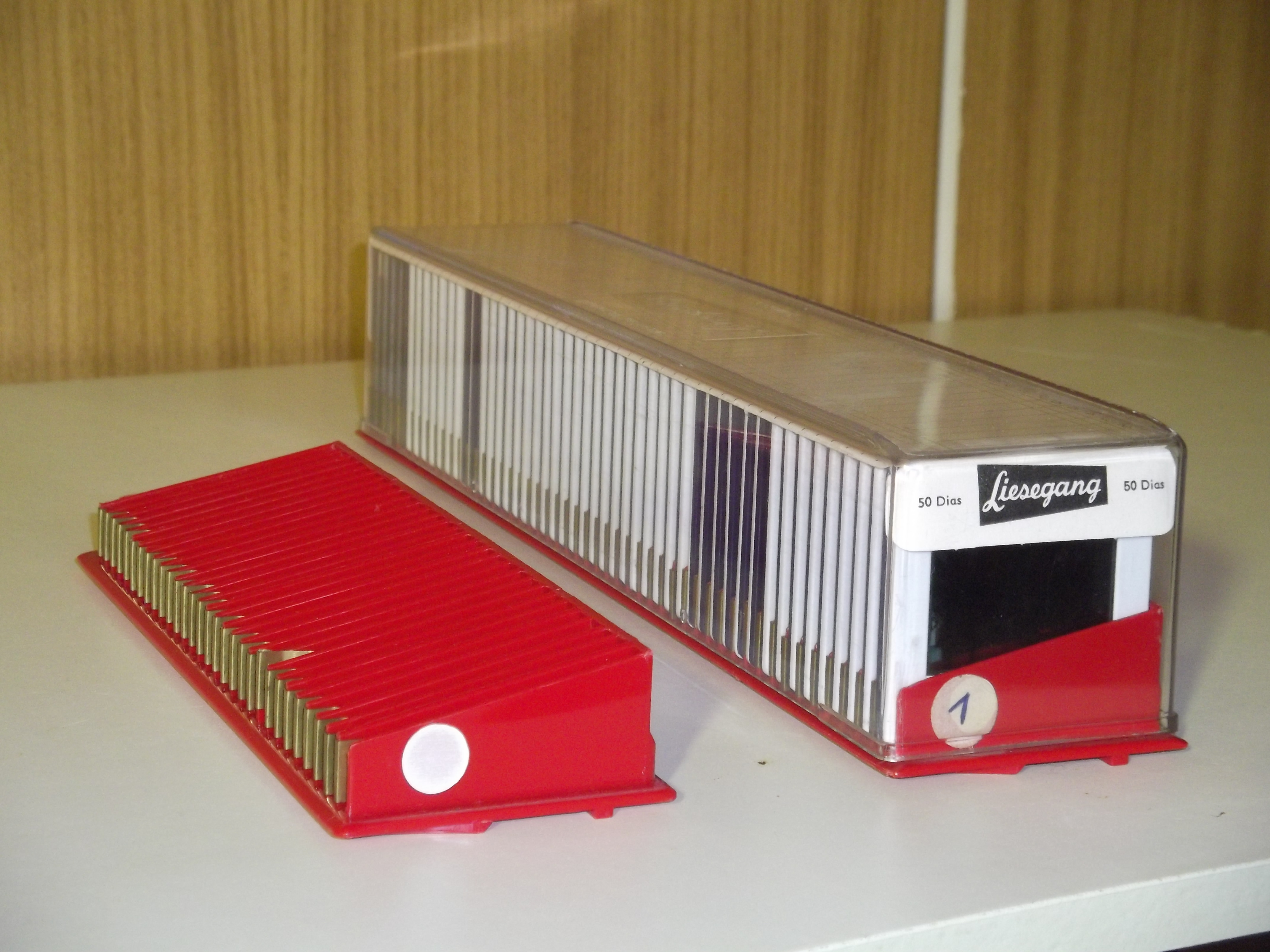
Liesegang-Diamagazin
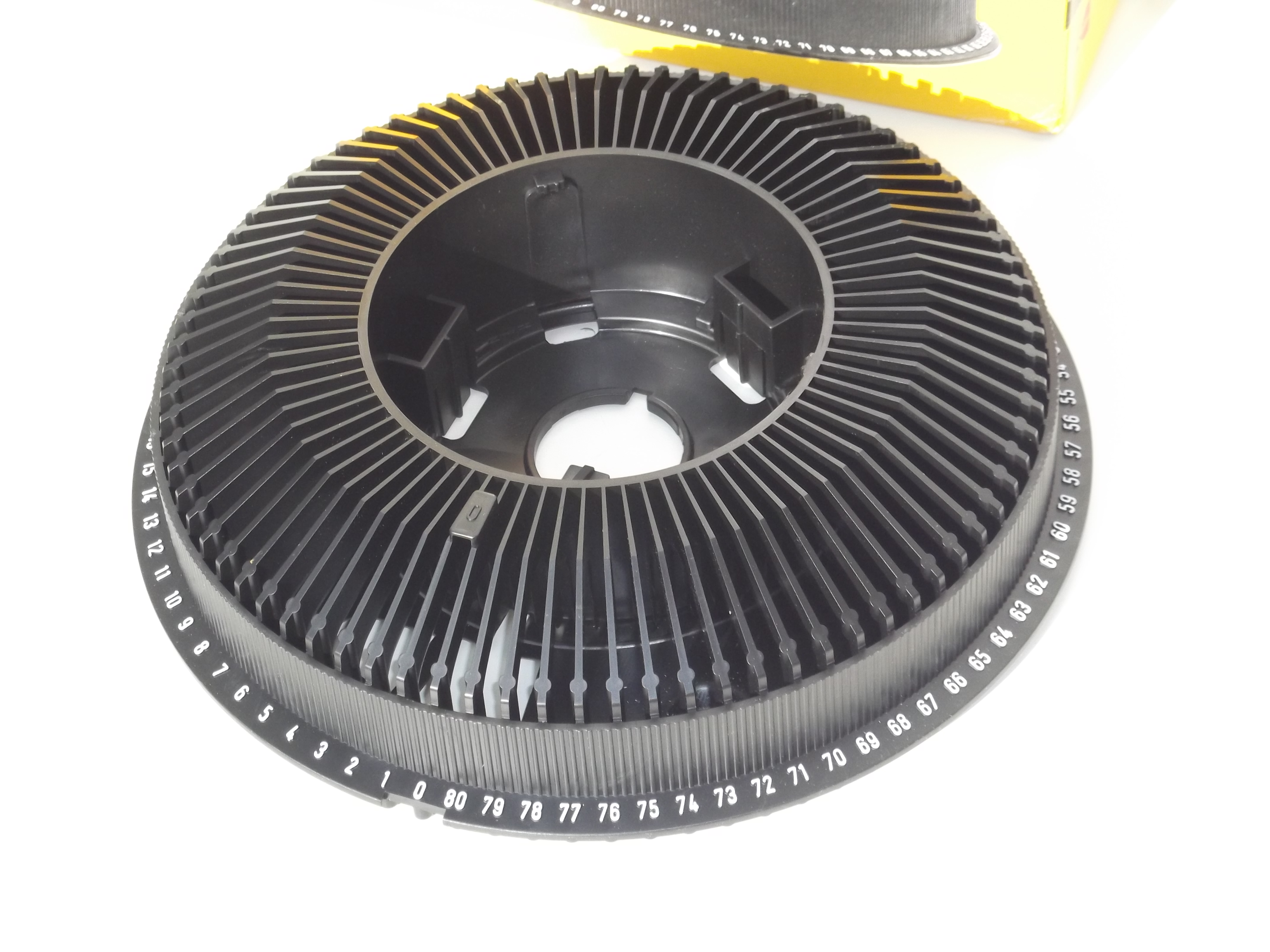
Kodak-Carousel-Diamagazin
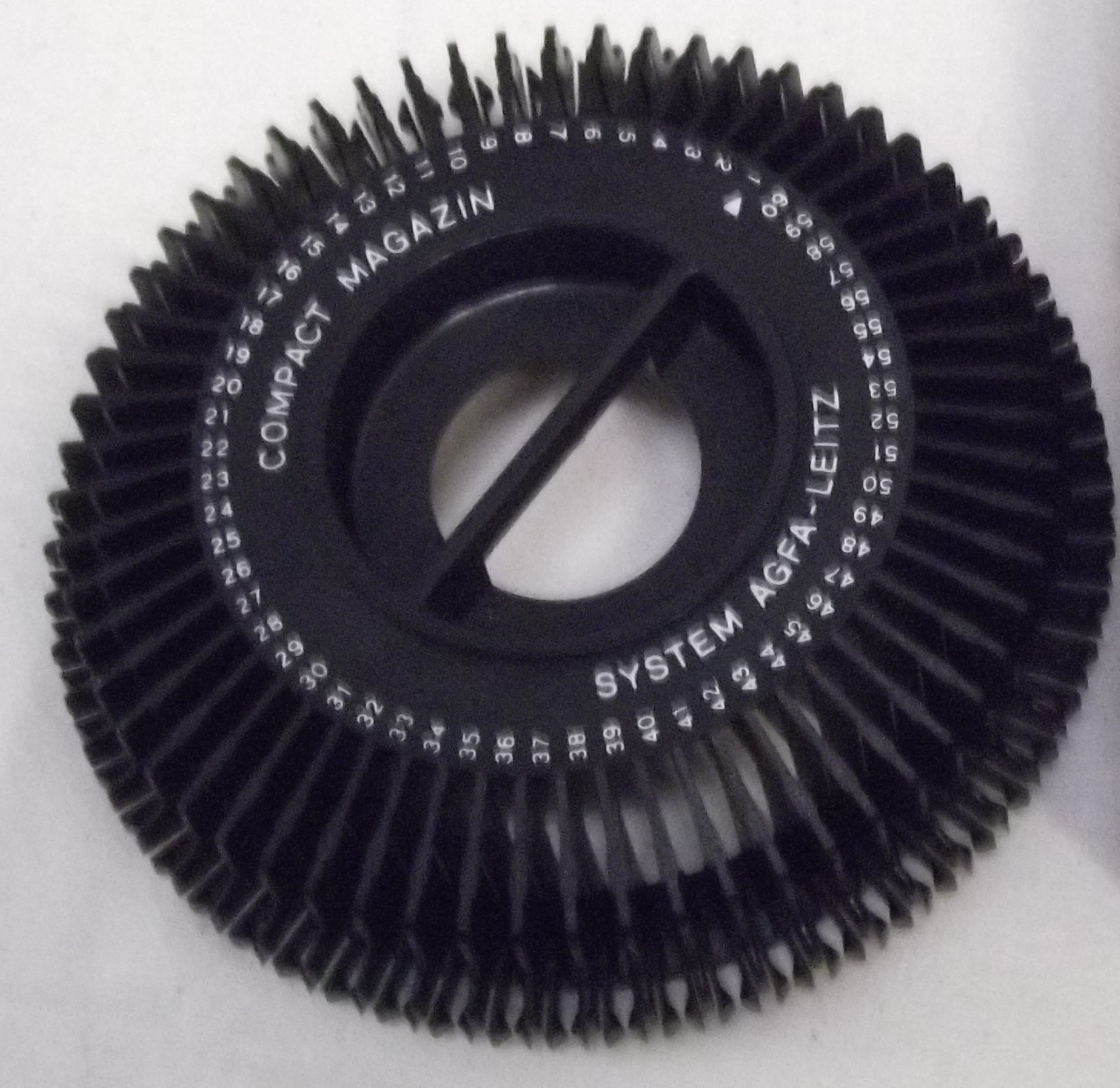
Rundmagazin-System: Agfa, Leitz, 60 Dias à 3×3 cm

- Braun-Paximat-Magazin
- Braun-Paximat-Rundmagazin
- Liesegang-Magazin, 5×5 cm
- Kodak-Carousel-Diamagazin
- Agfa-Pocket-Rundmagazin